# Dům (film, 2011)
Dům je film z roku 2011 natočený ve slovenské a české koproduci jako debut slovenské režisérky Zuzany Liové. Scénář filmu získal v Cannes v roce 2007 cenu Krzysztofa Kieslowského a je držitelem i dalších cen. Film měl světovou premiéru 11. února 2011 na Berlinale v sekci Forum.

## Děj
Děj filmu pojednává o otci, který pro každou ze svých dvou dcer staví na své zahradě dům.

## Obsazení
| Judit Bárdos       | Eva                        |
| Miroslav Krobot    | Imrich                     |
| Marián Mitaš       | Jakub                      |
| Taťjana Medvecká   | Viera                      |
| Lucia Jašková      | Jana                       |
| Marek Geisberg     | Milan                      |
| Ester Geislerová   | Hana                       |
| Beata Meszárošová  | Renata                     |
| Daniel Fischer     | Miro                       |
| Ivan Romančík      | Karol                      |
| Richard Labuda     | Peter                      |
| Marek Kuťka        | Palo                       |
| Kristina Adamcová  | Janka                      |
| Attila Mokos       |                            |
| Kateřina Winterová | Eva (hlas v české verzi)   |
| Pavel Batěk        | Jakub (hlas v české verzi) |
| Magdalena Zimová   | Jana (hlas v české verzi)  |
| Matěj Hádek        | Milan (hlas v české verzi) |

## Ocenění
Scénář filmu získal v Cannes v roce 2007 cenu Krzysztofa Kieslowského. V roce 2005 získal Hartley Merrill International Screenwriting Prize.
Film získal na Cenách české filmové kritiky 2011 nominaci na cenu za nejlepší scénář a Taťjana Medvecká byla nominována na cenu za nejlepší ženský herecký výkon ve vedlejší roli. 
V roce 2012 získal film cenu Trieste Award pro nejlepší hraný film na festivalu v Terstu. Je také držitelem cen pro herce v hlavních rolích Miroslava Krobota a Judit Bárdosové ze slovenského Art Film Festu a na festivalu Anonimul v Rumunsku dostal cenu diváků. Na festivalu v Palm Springs získal cenu v kategorii New voices/New visions. Na festivalu Finále v Plzni získal Zlatého ledňáčka.
V roce 2012 získal slovenskou filmovou cenu Slnko v sieti.
Plakát k filmu od Michala Gabridže a Štěpána Zálešáka byl nominován na cenu za nejlepší plakát v rámci Českých lvů 2011.

## Recenze
- Dům – recenze – 50 %. na Film CZ -
- František Fuka, FFFilm, 21. října 2011